# Campionati mondiali di pugilato dilettanti Youth 2016
La diciannovesima edizione dei Campionati mondiali di pugilato giovanili (AIBA World Boxing Championships) si è svolta a San Pietroburgo in Russia, dal 17 al 26 novembre 2016.

## Nazioni partecipanti
Hanno preso parte alla manifestazione 351 pugili da 62 nazioni.

## Medagliere
| Pos.   | Paese       | Oro | Argento | Bronzo | Totale |
| ------ | ----------- | --- | ------- | ------ | ------ |
| 1      | Cuba        | 2   | 2       | 0      | 4      |
| 2      | Stati Uniti | 2   | 0       | 2      | 2      |
| 3      | Kazakistan  | 1   | 2       | 1      | 4      |
| 4      | Australia   | 1   | 0       | 1      | 2      |
| 4      | India       | 1   | 0       | 1      | 2      |
| 4      | Turchia     | 1   | 0       | 1      | 2      |
| 7      | Giappone    | 1   | 0       | 0      | 1      |
| 7      | Scozia      | 1   | 0       | 0      | 3      |
| 9      | Russia      | 0   | 2       | 1      | 3      |
| 9      | Ucraina     | 0   | 2       | 1      | 3      |
| 11     | Uzbekistan  | 0   | 1       | 3      | 4      |
| 12     | Georgia     | 0   | 1       | 0      | 1      |
| 13     | Germania    | 0   | 0       | 2      | 2      |
| 13     | Irlanda     | 0   | 0       | 2      | 2      |
| 15     | Bielorussia | 0   | 0       | 1      | 1      |
| 15     | Inghilterra | 0   | 0       | 1      | 1      |
| 15     | Francia     | 0   | 0       | 1      | 1      |
| 15     | Filippine   | 0   | 0       | 1      | 1      |
| 15     | Venezuela   | 0   | 0       | 1      | 1      |
| Totale | Totale      | 10  | 10      | 20     | 40     |

## Podi
| Categoria                       | Oro                | Argento                | Bronzo                                   |
| Pesi minimosca (kg 49)          | Sachin             | Jorge Grinan           | Dylan Price Carlo Paalam                 |
| Pesi mosca (kg 52)              | Hayato Tsutsumi    | Elio Crespo            | Otabek Kholmatov Enzo Grau               |
| Pesi gallo (kg 56)              | Marc Castro        | Samatali Toltayev      | Sam Goodman Shunkor Abdurasulov          |
| Pesi leggeri (kg 60)            | Delante Johnson    | Bilolbek Mirzarakhimov | Necat Ekinci Zoravor Petrosian           |
| Pesi superleggeri (kg 64)       | Tugrulhan Erdemir  | Sergei Margarian       | Gabriel Dossen Pavel Mikhailiuk          |
| Pesi welter (kg 69)a            | Sadriddin Akhmedov | Pavlo Gula             | Melbyn Hernandez Mohammed Harris Akbar   |
| Pesi medi (kg 75)               | William Hutchison  | Bek Nurmaganbet        | Vezir Agirman Michael Nevin              |
| Pesi mediomassimi (kg 81)       | Osvary Morrell     | Roman Savitskyi        | Sergei Murashev Bekzad Nurdauletov       |
| Pesi massimi (kg 91)            | Dainier Pero       | Vladimir Uzunian       | Naman Tanwar Shokhruz Rakhimov           |
| Pesi supermassimi (oltre kg 91) | Justis Huni        | Giorgi Tchigladze      | Nelvie Raman Hess Tiafack Richard Torrez |